# Петрушечник ароматный
Петру́шечник арома́тный (лат. Síson amómum) — двулетнее растение, вид рода Петрушечник (Sison) семейства Зонтичные (Apiaceae).
Листья и плоды имеют своеобразный вкус и используются как пряность.

## Распространение и экология
Произрастает в Европе, на Кавказе, Турции, Алжире.
Растёт в кустарниковых зарослях.

## Ботаническое описание
Корень тонковеретеновидный.
Стебель голый, прямой, округлый, тонкоребристый, ветвистый 30—100 см высотой.
Нижние листья на длинных черешках, с тремя-четырьмя листочками; средние стеблевые листья дваждыперистые; верхние листья мелкие, сидячие, в очертании треугольные.
Соцветие — зонтик на цветоносах, зонтички 10-цветковые; цветоножки неодинаковые по длине. Лепестки беловатые, почти округлые, на верхушке глубоковыемчатые с загнутой внутрь долькой, при основании сразу суженные в короткий ноготок.
Плод широкояйцевидный, сжатый с боков, при созревании чернеющий.
Цветёт в июле—августе.